# Donne di lusso 1935
Donne di lusso 1935 (Gold Diggers of 1935) è un film del 1935 diretto da Busby Berkeley.

## Riconoscimenti
- 1936 - Premio Oscar
  - Oscar alla migliore canzone a Lullaby of Broadway, musica di Harry Warren, parole di Al Dubin